# Дяченко, Дмитрий Михайлович
Дми́трий Миха́йлович Дяченко (14 (26) августа 1887—21 мая 1942) — архитектор, автор 8-и Корпусов Украинской сельскохозяйственной академии.

## Биография
- Родился в Таганроге и в раннем возрасте переехал в Новочеркасск.
- Окончил церковно-приходскую школу, одновременно обучался в гимназии.
- В 1908 г. поступил в Харьковский технологический институт, но неокончив переехал в Петербург где поступил в два учреждения Академию художеств и Институт гражданских инженеров.
- В 1917 г. переехал в Киев где стал работать инженером губернского земства.
- В 1918 году стал председателем «Общества украинских архитекторов». Д. М. Дяченко — основатель и ректор Украинского архитектурного института в Киеве (1918—1922), профессор Украинской сельскохозяйственной академии, Киевского художественного института.
- В 1919—1922 гг. работал главным архитектором треста «Киевсахар». Одновременно возглавлял техническую секцию Сельскохозяйственного научного комитета УССР
- С 1926 по 1930 год архитектор разработал и издал альбомы типовых проектов колхозного жилья для УССР.
- С 1930 г. Дяченко подвергнут резкой критике за так называемый национализм[1].
- В 1931 арестован за «участие в контрреволюционной националистической деятельности»[1].
- В 1935 переехал в Москву
- 1 июля 1941 года арестован и получил восемь лет лагерей[1].
- 21 мая 1942 скончался в концлагере НКВД в Саратовской области «от пеллагры III степени истощения»[1]. Тело его в тот же день сбросили в братскую могилу, которую впоследствии уничтожили[2]
- В 1957 посмертно реабилитирован[3].

## Осуществленные проекты
- Главный вход на Всероссийскую сельскохозяйственную выставку в Москве
- Земская больница в Лубнах Полтавской губернии.
- Жилой дом кооператива «Научный работник», ул. Пушкинская, 7. г. Киев 1928—1930[4]
- Корпуса Украинской сельскохозяйственной академии (корпуса лесотехнического, агрохимического, хлеборобского, земледелия, механизации, «профессорского корпуса» и двух массивных студенческих общежитий) в Киеве.
- Сельскохозяйственный институт в Ташкенте

## Неосуществленные проекты
- Проект железнодорожного вокзала в Киеве
- Проект городской управы Ковеля
- Проект Церковно-археологического музея в Каменец-Подольском
- Проект Госпрома и здания правительства Украины в Харькове.

## Избранные публикации Дяченко
- «Будови села»;
- «Проекти будинків для селян».

## Адреса
- 1932—1937 гг. ул. Пушкинская, 7. кв. № 11 г. Киев[4]

## Память
в 1996 году недалеко от Национальной Академии изобразительного искусства и архитектуры установлен мемориальный памятник жертвам репрессий.
На бронзовой табличке монумента среди имен репрессированных есть имя Дяченко. Каждый год возле памятника проходит церемония посвящения в студенты этого ВУЗа. (Памятник находится по адресу г. Киев, ул. Смирнова-Ласточкина, около д. 20, метро: «Лукьяновская», «Золотые ворота»).